# 单伞大戟
单伞大戟（学名：Euphorbia monocyathium）是大戟科大戟属的植物。分布在塔吉克斯坦、吉尔吉斯斯坦以及中国大陆的新疆等地，生长于海拔2,900米至4,000米的地区，一般生长在山坡及河边，目前已由人工引种栽培。